# Square du Graisivaudan
Le square du Graisivaudan est une voie du 17e arrondissement de Paris, en France.

## Situation et accès
Le square du Graisivaudan est situé dans le 17e arrondissement de Paris. Il débute au 13-21, rue Alexandre-Charpentier et se termine au 4, avenue de la Porte-de-Villiers.

## Origine du nom

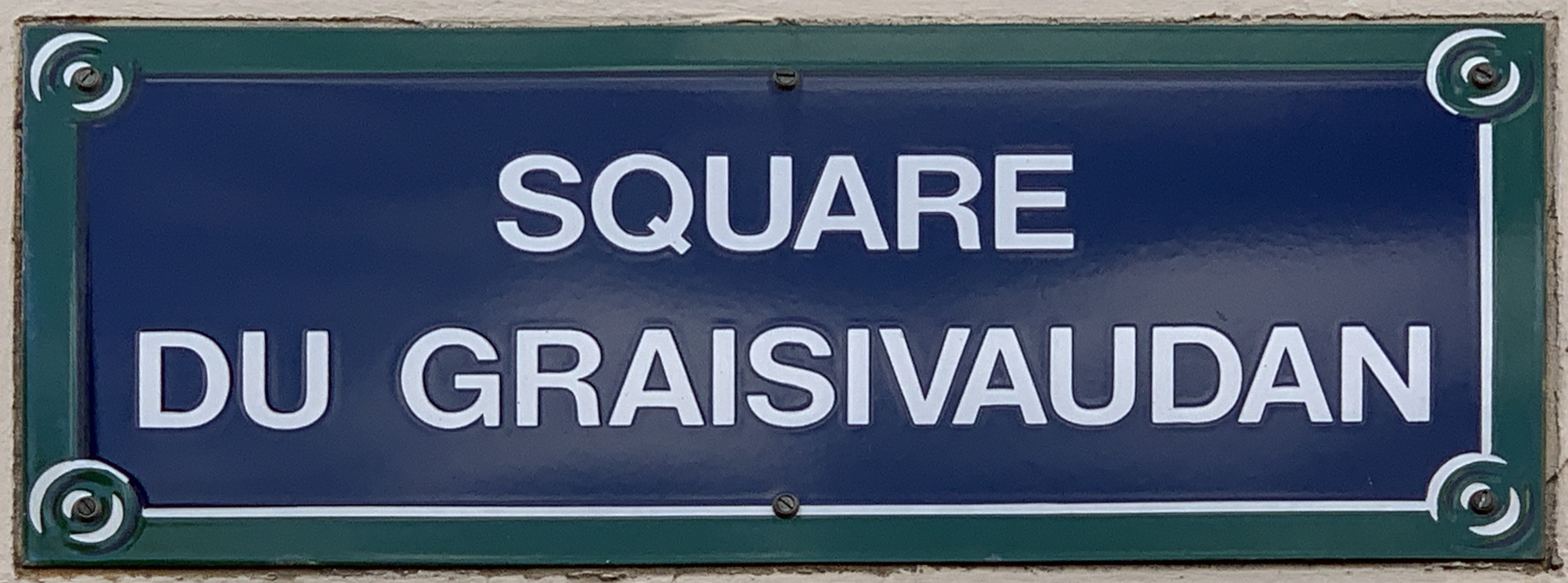
Plaque du square.

Il porte le nom du Graisivaudan, une vallée des Alpes située au pied du massif de la Grande Chartreuse.

## Historique
Ce square est ouvert et prend sa dénomination actuelle en 1932 sur l'emplacement du bastion no 49 de l'enceinte de Thiers.